# Анненковы
А́нненковы — русский столбовой дворянский род.

## Происхождение и история рода
Одним из первых упоминаний о роде относится к 1445 годе, где Анненков пожалован поместьями. Род происходит от Василия Анненкова, жившего в первой половине XVI столетия, сын которого Иван Васильевич был наместником в Болхове (1544-1551 и 1578), находился воеводою в походах Шведском в 1549 году, Полоцком и Казанском 1551 года, думный дворянин (1578), жалован грамотою на поместье в 1578 г..  Как многие дворяне в XVIII веке, Анненковы находились на военной службе и ярким представителем рода является Николай Николаевич. Род разделился на пять ветвей:
1. Родоначальник Никифор Анненков, помещик Курского уезда около половины 17 столетия.
2. Родоначальник Фёдор Анненков.
3. Родоначальник Алферий Анненков.
4. Родоначальник Пётр Анненков.
5. Родоначальник Пётр Анненков, дворянин Киевской губернии[3].

Род Анненковых записан в VI часть родословных книг губерний: Курской, Нижегородской и Харьковской. Есть ещё ветвь Анненковых, вероятно, этого же рода, ведущая начало с 1635 года и записанная в VI часть родословной книги.
Надежда Сергеевна Анненкова, супруга Е.И.В. герцога Николая Максимилиановича Лейхтенбергского, князя Романовского. Возведена в графское достоинство Российской империи под именем графини де-Богарнэ 30 января 1879 года.

## Описание гербов

### Герб Анненковых 1785 г.
В Гербовнике Анисима Титовича Князева 1785 года имеется печать с гербом секунд-майора, депутата Комиссии для составления нового уложения, надворного советника, курского уездного предводителя дворянства Ивана Петровича Анненкова: щит разделен крестообразно на четыре части. В первой части, в красном поле, изображено золотое сердце, пробитое сверху под углом, серебряной стрелой (польский герб Аксак III). Во второй части, в синем поле, золотая четырёхугольная звезда с красной серединой, над звездой золотая дворянская корона, а по бокам звезды и снизу небольшие золотые пятиконечные звезды. В третьей части, в синем поле, две серебряные птицы в полёте с распростёртым крылом, обращённые друг к другу, а над ними золотая дворянская корона. В четвёртой части, в серебряном поле, зелёная ветка. Щит увенчан коронованным дворянским шлемом с шейным клейнодом. Нашлемник: в центре пальмовая ветвь, а по бокам по три знамени. Цветовая гамма намёта не определена.

### Герб. Часть I. № 54
Щит разделён на четыре части, в первой в красном поле изображено серебряное сердце, пробитое копьём. Во второй части в голубом поле большая серебряная четырёхугольная звезда, около которой видны по четыре звезды маленьких серебряных же, наподобие креста означенных, и над ними дворянская корона. В третьей части в голубом же поле две птицы, обращённые одна к другой и над ними дворянская корона. В четвёртой части в серебряном поле древесная ветвь с мелкими листьями и на верхних концах с плодами. Щит увенчан обыкновенным дворянским шлемом с дворянской на нём короной. Намёт на щите красный, подложен серебром.

## Известные представители рода Анненковых
- Анненков Иван Васильевич — воевода в походах: шведском в 1549 г., полоцком в 1551 г.
- Анненков Шарап Иванович — сын боярский, сопровождал Нагайских послов в 1582 г., помещик Орловского уезда в 1594-1595 г.
- Анненков Иван Антипович — стрелецкий голова в Курске в 1615 г., отразил крымский набег, стрелецкий голова там же в 1618-1628 г., бил татар в 1622-1626 г., курский городовой дворянин в 1627-1629 г.
- Анненков Ермолай Фёдорович — арзамаский городской дворянин в 1627-1629 г.
- Анненков Иван Антипьевич — курский городской дворяние в 1627-1629 г.
- Анненков Семен Михайлович —  ездил в 1632 году в Данию дворянином посольства.
- Анненков Николай (Никита) — стрелецкий голова, разбил литовцев под Печорой в 1635 г.
- Анненков Иван Фёдорович — ездил за царём в 1676 г.
- Анненков Григорий Иванович — стряпчий в 1677 г., стольник в 1686 г.
- Анненков Андрей Иванович — стряпчий в 1683 г., стольник в 1686-1692 г.
- Анненков Герасим Иокимович — воевода в Богодухове в 1684-1685 г., собирал рекрут в Белгороде в 1708 г.
- Анненковы: Афанасий Иванович, Богдан и Иван Григорьевичи — стольники царицы Прасковьи Фёдоровны в 1692 г.
- Анненков Савва Кириллович (Киприанович) — московский дворянин в 1692 г., капитан в 1700 г.
- Анненковы Иван, Никита и Афанасий Ивановичи, Иван и Богдан Григорьевичи — стольники Петра I[8][9][3].
- Анненков, Евграф Александрович (1763—1798) — генерал-майор, герой войны против повстанцев Костюшко.
- Анненков, Николай Петрович (1790—1865) — генерал от инфантерии, член совета и инспектор военно-учебных заведений, член Александровского комитета о раненых.
- Анненкова, Варвара Николаевна (1795—1870) — российская писательница и поэтесса.
- Анненков, Владимир Егорович (1795—1875) — генерал-лейтенант, Подольский и Владимирский губернатор.
- Анненков, Николай Николаевич (1793, по другим сведениям 1800—1865) — русский военный и государственный деятель, генерал-адъютант; отец М. Н. Анненкова.
- Анненков, Иван Александрович (1802—1878) — декабрист и земский деятель.
- Анненков, Иван Васильевич (1814—1887) — российский военачальник, генерал-адъютант, генерал от кавалерии Русской императорской армии.
- Анненков, Николай Епафродитович (1805—1826) — русский поэт.
- Анненков, Павел Васильевич (1813, по другим сведениям 1812—1887) — русский литературный критик и мемуарист.
- Анненков, Николай Иванович (1819—1889) — русский ботаник.
- Анненков, Михаил Николаевич (1835—1899) — русский генерал, строитель Закаспийской железной дороги; сын генерал-адъютанта Н. Н. Анненкова.
- Анненкова, Мария Сергеевна  (1837—1924) — фрейлина великой княгини Александры Иосифовны, авантюристка и спиритистка.
- Анненков, Константин Никанорович (1843—1910) — юрист и земский деятель.
- Анненков, Георгий Семёнович (1848—1885) — славист и историк; сын С. Э. Анненкова.
- Анненков, Борис Владимирович (1889—1927) — один из руководителей Белого движения в Сибири.
- Анненков, Юрий Павлович (1889—1974) — русский живописец и график, художник театра и кино, литератор (псевдоним Борис Тимирязев); сын народовольца П. С. Анненкова.